# Tipula avicularoides
Tipula avicularoides är en tvåvingeart som beskrevs av Alexander 1936. Tipula avicularoides ingår i släktet Tipula och familjen storharkrankar. Inga underarter finns listade i Catalogue of Life.